# Регентов, Юрий Андреевич
Юри́й Андре́евич Ре́гентов (1926, Ереван — 2001) — русский советский архитектор. Наиболее известной работой Регентова стало здание Музей АЗЛК. Автор проектов ледовых дворцов ЦСКА и «Подмосковье», а также ряда спортивных сооружений, мемориальных комплексов и других масштабных проектов.

## Биография
Юрий Андреевич Регентов родился в Ереване (Армения) в семье инженера-энергетика Андрея Никитьевича Регентова. В 1943 году Добровольцем ушёл на фронт. Как архитектор в основном проектировал спортивные сооружения.

## Известные работы
Как архитектор проектировал в основном спортивные сооружения: бассейны, стадионы, спортивные и ледовые комплексы, другие масштабные проекты.

### Музей АЗЛК
Наиболее известной работой Ю.А. Регентова стало Здание музея АЗЛК. Архитектурный проект музея, по форме напоминающего летающую тарелку, уникален. Здание со строгой осевой симметрией плана и фасада архитектор разработал в 1975—1978 годах, к 50-летию АЗЛК и по своему декору стоит на стыке архитектурного футуризма и модернизма. Здание имеет площадь 1337 м² при общей площади участка 0,55 га. В отделке были использованы модные материалы: стекло и алюминий, которые должны были подчеркнуть современные тенденции АЗЛК и подчеркивала эстетику советского технического прогресса. Строительство музея было завершено в 1980 году. К Олимпиаде-80 в Москве было построено большое количество минималистичных зданий (смотри Олимпийские сооружения Москвы) и простая круглая форма нового здания музея отлично вписалось в эту идею. Изначальная концепция музея была ближе к выставочному комплексу для демонстрации современных образцов продукции завода, но по ходу проектирования основной упор был все же сделан на историческую составляющую экспозиции. Несмотря на относительно скромные размеры самого здания, экспозиция получилась довольно внушительной. Машины выставлялись по кругу, огибая центральную опору здания, по центру был закреплен и основной круговой светильник. «Благодаря такой абсолютной центричности при взгляде на экспозицию возникало ощущение особенной торжественности происходящего в выставочном зале, а посетитель, следуя по кругу, оказывался вовлеченным в водоворот автомобильной истории».

### Другие проекты
Кроме музея АЗЛК, в Москве Ю. А. Регентов проектировал также Ледовый дворец ЦСКА (Ленинградский проспект, 39) и спортивный комплекс АЗЛК (Волгоградский проспект, 46 / Люблинская улица, 15 стр 5). 
Кроме московских строений, архитектор также создал детскую спортивную школу в Кировограде, плавательный бассейн в Сочи, мемориальные комплексы в городах Холмск и Южно-Сахалинск (художник Б. Л. Алексеев), а также ледовый дворец «Подмосковье» в Воскресенске. Также по проектам Ю. А. Регентова было построено несколько схожих ледовых дворцов в городах Электросталь, 
Куйбышев, Череповец и  Глазов.